# Ле-Вьё-Серье
Ле-Вьё-Серье́ (фр. Le Vieux-Cérier) — коммуна во Франции, находится в регионе Пуату — Шаранта. Департамент — Шаранта. Входит в состав кантона Шампань-Мутон. Округ коммуны — Конфолан.
Код INSEE коммуны — 16403.
Коммуна расположена приблизительно в 360 км к юго-западу от Парижа, в 70 км южнее Пуатье, в 45 км к северо-востоку от Ангулема.

## Население
Население коммуны на 2008 год составляло 141 человек.
| 1962 | 1968 | 1975 | 1982 | 1990 | 1999 | 2008 |
| ---- | ---- | ---- | ---- | ---- | ---- | ---- |
| 303  | 282  | 243  | 199  | 154  | 134  | 141  |

## Экономика
В 2007 году среди 76 человек в трудоспособном возрасте (15—64 лет) 36 были экономически активными, 40 — неактивными (показатель активности — 47,4 %, в 1999 году было 57,8 %). Из 36 активных работали 31 человек (23 мужчины и 8 женщин), безработных было 5 (1 мужчина и 4 женщины). Среди 40 неактивных 5 человек были учениками или студентами, 22 — пенсионерами, 13 были неактивными по другим причинам.

## Достопримечательности
- Церковь Св. Петра в оковах, была перестроена в XV веке
  - Бронзовый колокол (1613 год). На колоколе выгравирована надпись: FPSP DE VIUS CERIES. 1613. LOYS ANGELYS, SR SR DE MASSIUSSIER P.MARIE DEBORD M. Исторический памятник с 1944 года[3]

## Фотогалерея

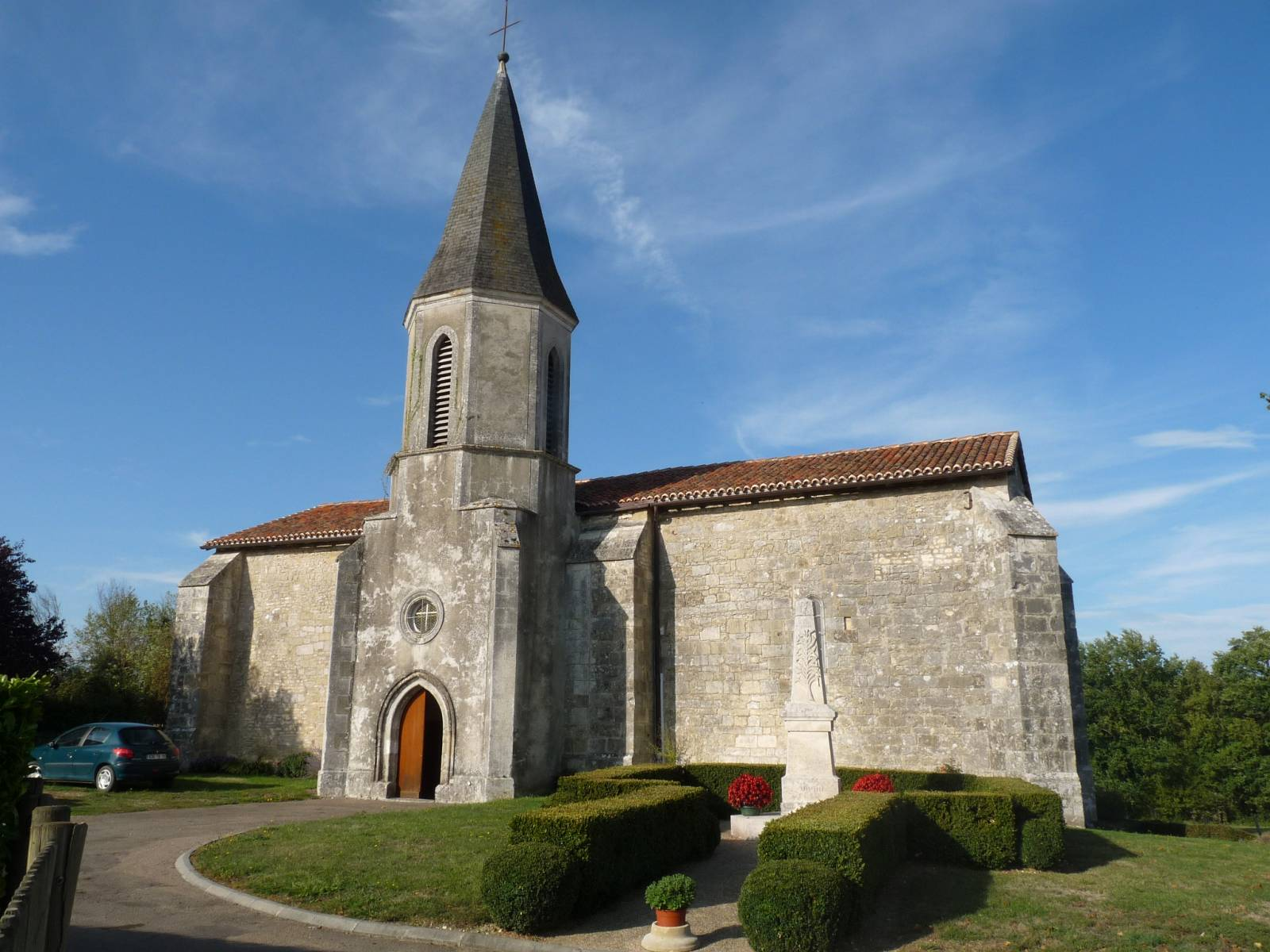
Церковь Св. Петра в оковах
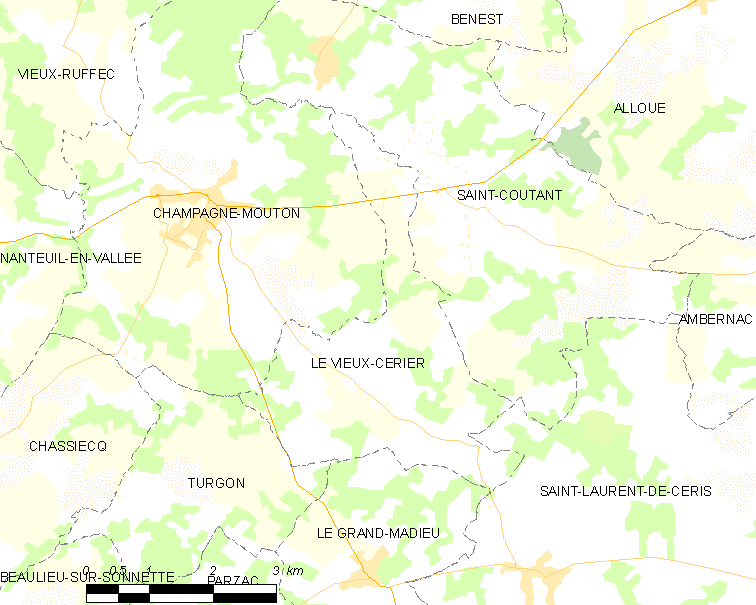
Карта коммуны